# سيارات لمستخدمي الكراسي المتحركة
سيارات مستخدمي الكراسي أنتجت العديد من الشركات المصنعة مجموعة من المركبات الصغيرة منذ الخمسينيات من القرن العشرين والتي صمموها خصيصًا ليقودها مستخدم الكرسي المتحرك دون الحاجة إلى انتقال المستخدم من الكرسي المتحرك. وهذا ما يميزها عن غالبية السيارات المعدلة والتي صمموها لتقاد من مقعد السائق التقليدي سواء كان السائق مستخدمًا لكرسي متحرك أو يعاني من إعاقة أخرى. ويمكن اعتبارها فئة فرعية من المركبات التي يمكن الوصول إليها بالكراسي المتحركة والتي هي في الغالب نماذج محولة للإنتاج الضخم.

## التاريخ
من بين مصنعي السيارات لمستخدمي الكراسي المتحركة شركة ايه سي كارز في إنجلترا وفند في ألمانيا الغربية وسيمسون ديو في ألمانيا الشرقية أس أم زد في الاتحاد السوفيتي و فيلوريكس في تشيكوسلوفاكيا.
صنع الثنائي في البدايةVEB Fahrzeugbau und Ausrüstungen Brandis (في إي بي. أف إيه بي) من عام 1973 حتى عام 1978 وعندها نقل التصنيع إلى في إي بي روبور الأكثر شهرة في صنع الشاحنات في زيتاو. ونظرًا لأن العديد من المكونات مشتركة مع سيمسون تصنف ديو عادةً على أنها سيمسون. وتوقف الإنتاج في عام 1989.

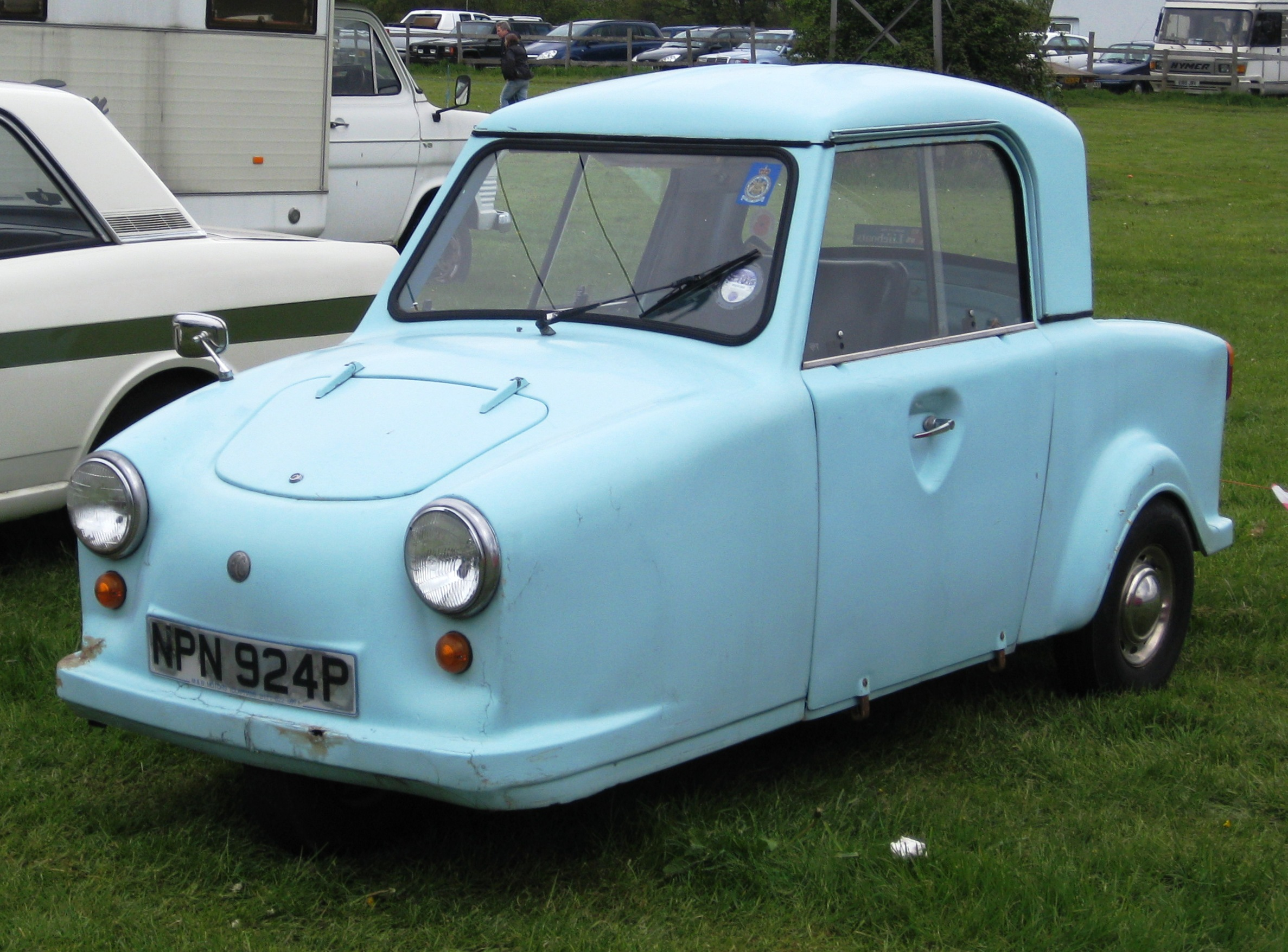
سيارة إنفاكار من إنتاج إيه سي عام 1976

في المملكة المتحدة في الستينيات والسبعينيات من القرن العشرين كانت سيارة إنفاكار مركبة منخفضة التكلفة ومنخفضة الصيانة مصممة خصيصًا للأشخاص ذوي الإعاقات الجسدية. وأيضاً المركبات التي توفرها هيئة الخدمات الصحية الوطنية تحتوي على ثلاث عجلات وكانت خفيفة الوزن للغاية وعلى هذا فإن ملاءمتها للطرق بين وسائل النقل الأخرى كانت تعتبر في كثير من الأحيان موضع شك لأسباب تتعلق بالسلامة. سحبت آخرها من الطريق في عام 2003 بعد 27 عامًا من انتهاء الإنتاج مع أن بعضها لا يزال موجودًا. فنموذج من عام 1976 أحد آخر النماذج التي صنعوها معروض في المتحف الوطني للسيارات في هامبشاير.

## نماذج الإنتاج الحديثة
هناك عدة نماذج حالية[متى؟] ينتجونها:

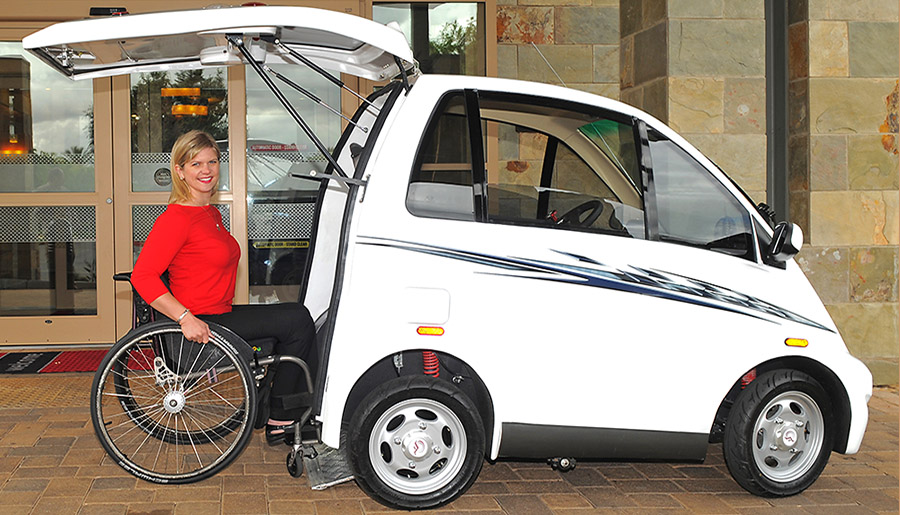
شيريوت منفردا

- طُورت شيريوت المنفردة وبيعت في أمريكا الشمالية بواسطة شركة المحدودة تشيريوت للتنقل ومقرها في ريفرسايد بكاليفورنيا. إنها سيارة كهربائية تعمل بالبطارية وتصنف على أنها سيارة كهربائية منخفضة السرعة أو سيارة كهربائية محلية وقادرة على السفر لمسافة 40-50 ميلاً بسرعة 25 ميل في الساعة (35 (ميل في الساعة في بعض الولايات القضائية في الولايات المتحدة). كما تتميز بوجود باب خلفي كبير ومنحدر يسمح لمستخدمي الكراسي المتحركة بالدخول والقيادة.[8]

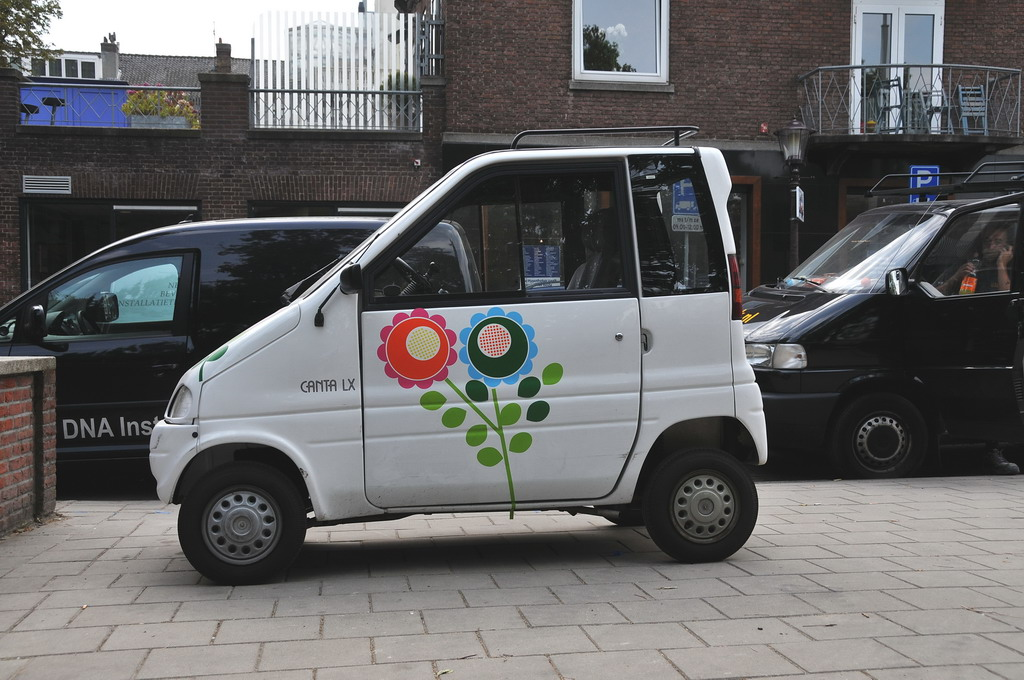
كانتا أل أكس

- إنريج-كانتا من شركة صناعة السيارات الهولندية وايجينبرج. تحتوي على رافعة هوائية مدمجة ترفع السيارة لأعلى بعد أن يتدحرج الكرسي المتحرك على مستوى الأرض.[9][10]
- كينجورو (كلمة مجرية تعني الكنغر) صممها إستفان كيساروسلاكي الذي انتقل من المجر إلى تكساس حيث حصل على الاستثمار. ومع ذلك اعتبارًا من عام 2017 لم تدخل السيارة مرحلة الإنتاج الكامل. إنها سيارة كهربائية قادرة على السير بسرعة تصل إلى 25 ميلاً في الساعة ومصممة للاستخدام المحلي ويقدر مداها بحوالي 60 ميلاً.[11]
- إلبي هي مركبة أنشأتها شركة زد أل كيه أل التشيكية. صنفت المركبة رسميًا على أنها "مركبة ثقيلة لجميع التضاريس" وتبلغ سرعتها القصوى 80 كم/ساعة. وتستخدم آلية فريدة تسمح للمستخدم بالدخول إلى السيارة أو الخروج منها: حيث يدخل المستخدم عن طريق باب في الأمام يتجه لأعلى. وتسمح الأبعاد المدمجة بركن السيارة بأسلوب عمودي على الرصيف بحيث يمكن لمستخدمي الكراسي المتحركة الخروج بطريقة مريحة من السيارة مباشرة إلى الرصيف بدلاً من الطريق. ويمكن للمركبة استيعاب راكب واحد في الخلف.[12]